# Ambassada
Ambassada – polska komedia fantastycznonaukowa z 2013 roku w reżyserii Juliusza Machulskiego. Premiera filmu odbyła się 18 października 2013 roku. Zdjęcia kręcono w Warszawie.

## Fabuła
2012 rok. Para młodych ludzi tuż po studiach zamieszkuje kamienicę, w której przed wojną mieściła się ambasada Niemiec. Z nieznanych przyczyn, przy użyciu windy, przenoszą się do 1939 roku, tuż przed wybuchem II WŚ. 

## Obsada
- Magda Grąziowska − jako Melania
- Bartosz Porczyk − jako Przemek, mąż Melanii / Anton
- Ksawery Szlenkier − jako Otto
- Aleksandra Domańska − jako Ingeborg
- Robert Więckiewicz − jako Adolf Hitler / Lepke - sobowtór Hitlera
- Jan Englert − jako Oskar
- Anna Romantowska
- Adam Darski − jako Joachim von Ribbentrop
- Krystian Wieczorek − jako Ende
- Szymon Piotr Warszawski − jako Hans
- Robert Jarociński − jako Julek
- Anna Terpiłowska − jako Ola
- Jakub Firewicz − jako Wiesiek
- Paweł Ciołkosz − jako esesman / Staszek
- Sara Celler-Jezierska − jako asystentka wydawcy
- Fred Apke − jako sekretarz ambasady
- Agata Pruchniewska − jako Magda
- Ewelina Paszke − jako Helga
- Przemysław Bluszcz − jako pilot
- Paweł Paczesny − jako strzelec

i inni.